# Lowe’s
Lowe’s Companies, Inc. – amerykańska sieć hipermarketów powstała w 1946 w North Wilkesboro. Jest notowana na nowojorskiej giełdzie (NYSE: LOW).
Zajmuje się sprzedażą materiałów budowlanych, narzędzi itp. Firma zatrudniała pod koniec 2008 roku ponad 216 tys. osób w 1555 lokalizacjach znajdujących się we wszystkich stanach USA a także w Kanadzie.
Największym obecnie konkurentem jest inna amerykańska sieć hipermarketów Home Depot.